# Hirschgarten (Dornholzhausen)

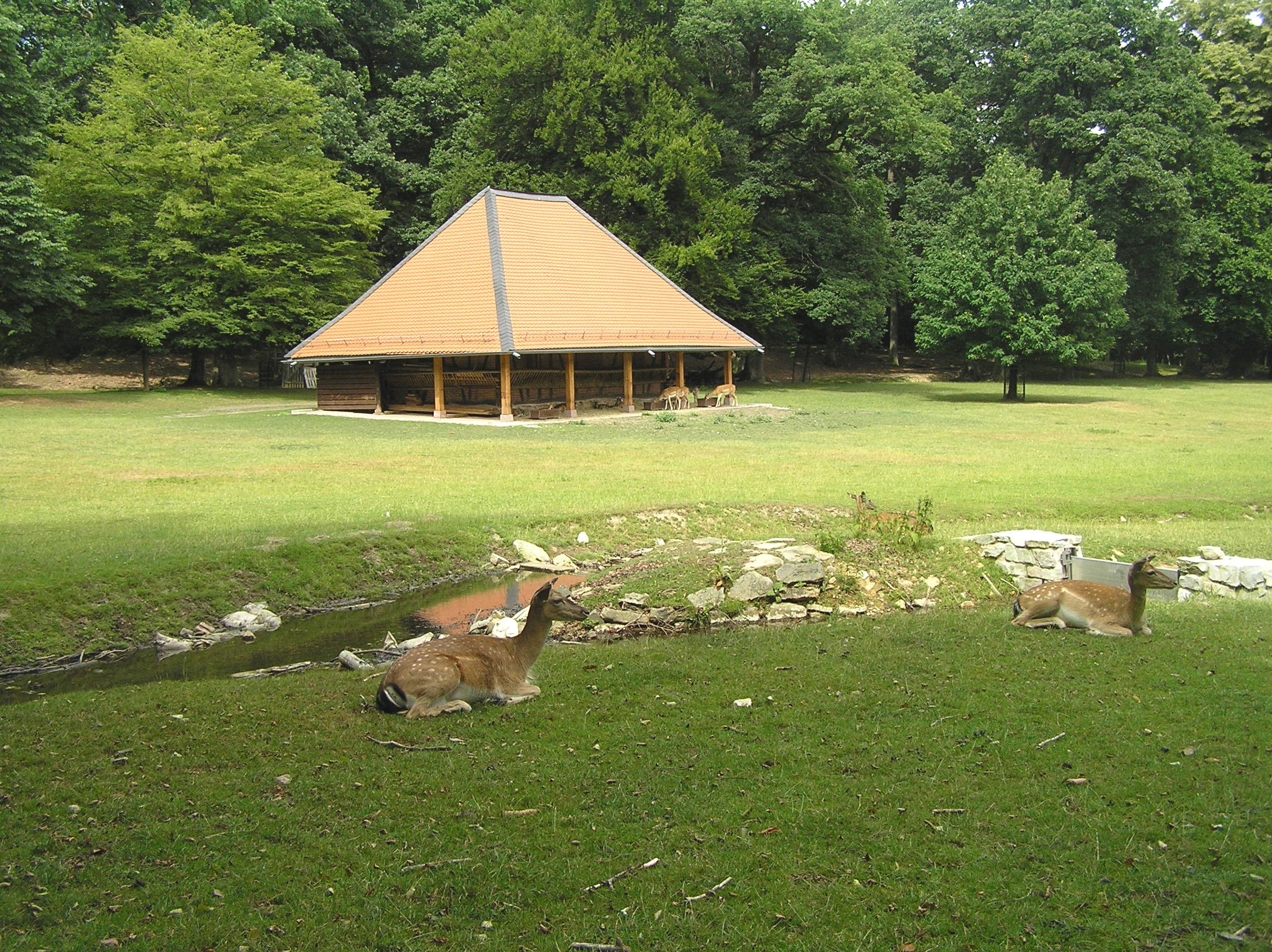
Hirschgarten

Der Hirschgarten in Dornholzhausen ist ein kleiner Wildpark, beliebtes Ausflugsziel im Vordertaunus und historisch Teil der Landgräflichen Gärten Bad Homburg.

## Geschichte
Errichtet wurde der Garten im Jahre 1698 durch Landgraf Friedrich II. Das Wildgehege wurde im Jahre 1820 durch Friedrich VI. eingerichtet. Die Bauarbeiten wurden am 20. November 1820 begonnen und bereits am 9. Dezember beendet, da man auf die vorhandene Bepflanzung zurückgreifen konnte. Die ersten Tiere, zwölf Hirsche, waren ein Geschenk des Großherzogs des benachbarten Großherzogtums Hessen, Ludwig I.
Die Landgrafenfamilie fand Gefallen an der Anlage und veranlasste 1822 eine Erweiterung. Neben einer Erweiterung der Fläche wurde ein kleines Jagdhaus, das „Pürschhäuschen“ errichtet.
In den Jahren 1840 bis 1873 wurde das Gehege durch die Spielbank Bad Homburg an Waidmänner verpachtet. In dem Vertrag vom 30. Juni 1840 wurde eine jährliche Pacht für die Jagdrechte von 1800 Gulden festgelegt. Die Jagd wurde den reichen Besuchern von Kur und Spielbank als zusätzliches exklusives Vergnügen angeboten. Die Anlage zum Vertrag weist für den Hirschgarten einen Bestand von 65 Stück Damwild im Jahr 1840 aus.
1858 wurde das Pürschhäuschen renoviert und erstmals eine öffentliche Gastwirtschaft dort eingerichtet. Mit der Schließung der Spielbank 1872 wurde der Hirschgarten durch die Stadt Bad Homburg betrieben. Der Hirschgarten entwickelte sich zu einer Attraktion für die Kurgäste.

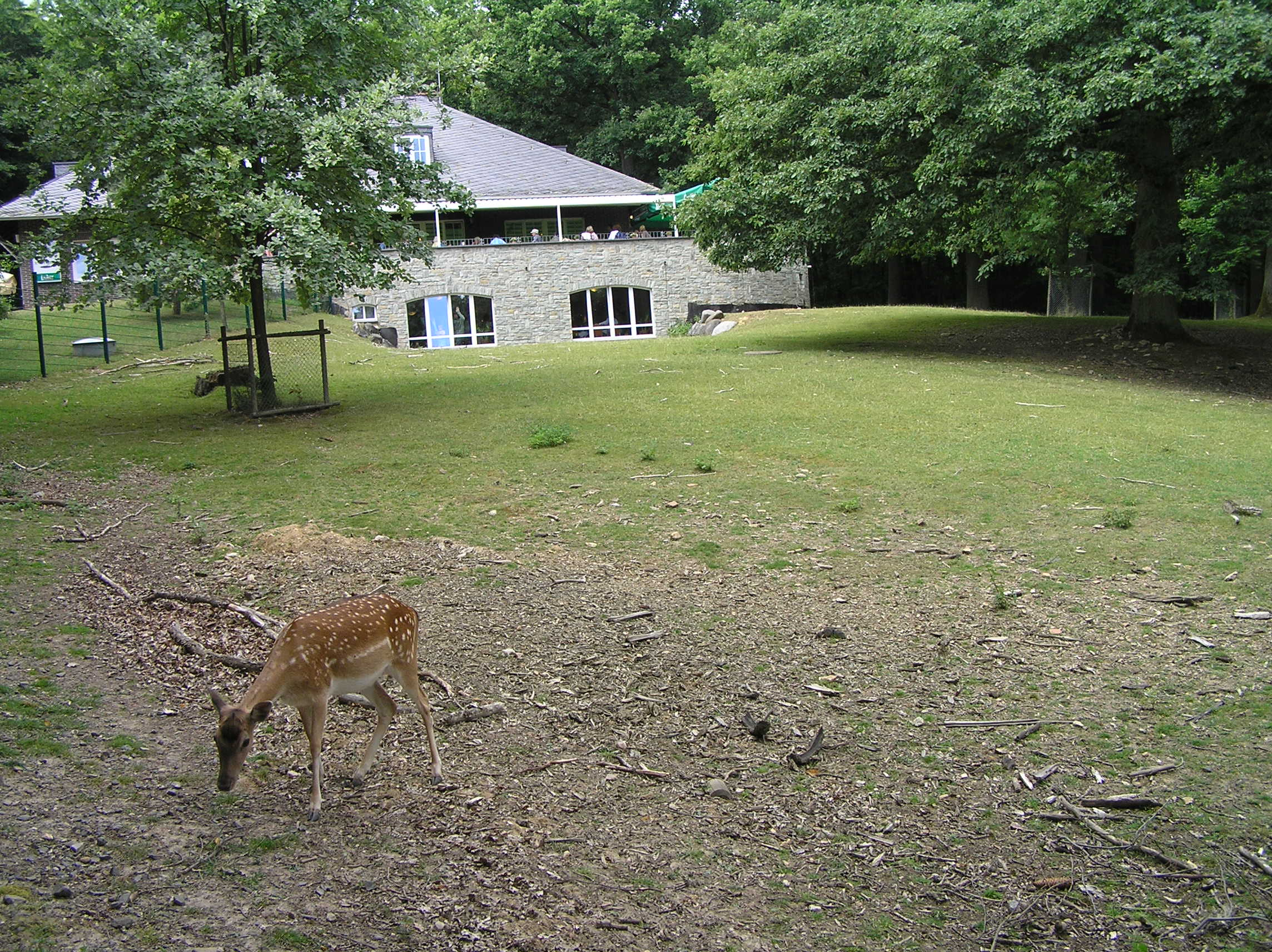
Hirschgehege mit dem HirschGarten Restaurant im Hintergrund

Die Gastronomie im Hirschgarten wurde von 1903 bis 1960 über zwei Generationen durch die Familie Scheller aus Oberursel bewirtschaftet. Die erfolgte zunächst unter mehr als beengten Raumverhältnissen. Der Gastraum betrug fünfzehn Quadratmeter, die offene Veranda zehn Quadratmeter. Strom, Gas oder einen Wasseranschluss gab es bis 1960 nicht. 1936 wurde das Haus deutlich erweitert. Hierbei ergab sich die Schwierigkeit, dass das alte Gebäude unter Denkmalschutz stand. Aus diesem Grund wurde das neue Gebäude um das alte herum gebaut. Damit war die bisherige Bausubstanz erhalten und dem Buchstaben des Gesetzes Genüge getan.
1962 erwarb die Stadt Bad Homburg das Gelände vom Land Hessen und erbaute 1964 das heutige Gebäude, das zunächst ein böhmisches Wildspezialitätenrestaurant beherbergte. Das bisherige Gebäude wurde abgerissen. Gleichzeitig wurde das Gelände umstrukturiert. Während früher die Besucher direkt im Hirschgehege umherliefen, wurde nun das Hirschgelände von dem Besuchergelände getrennt. 1968 wurde eine Minigolfbahn errichtet. Im Jahre 2000 wurde das Gasthaus renoviert und wird seit April 2000 von einem Gastronomen aus Bad Homburg geführt.

## Gegenwart

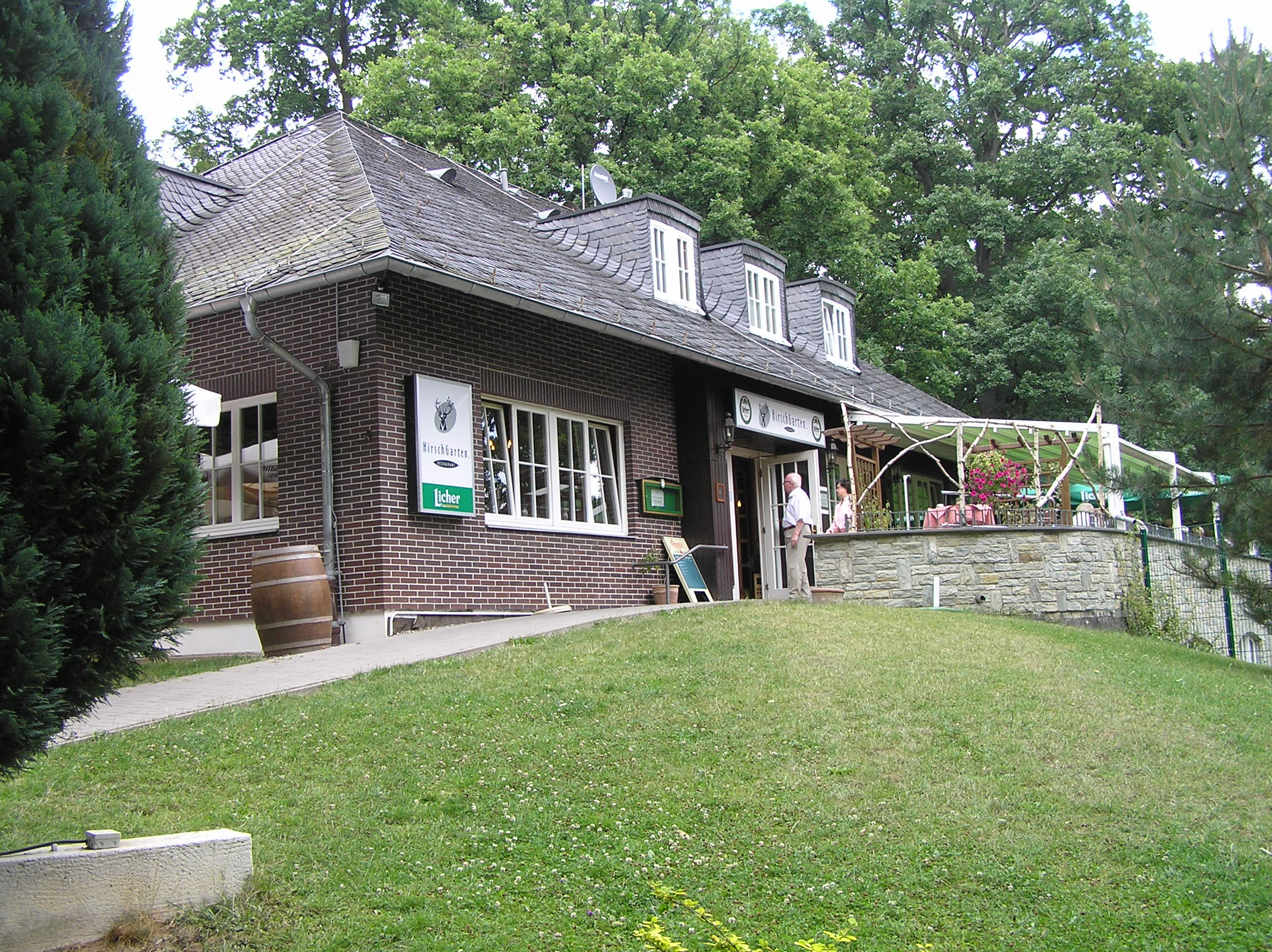
HirschGarten Restaurant

Heute ist der Hirschgarten – als Endhaltestelle der Buslinien 1 und 11 gut mit öffentlichen Verkehrsmitteln erschlossen – ein beliebtes Naherholungsgebiet für Bad Homburg und das Rhein-Main-Gebiet. Das namensgebende Gehege umfasst eine Reihe von Rotwildarten sowie Ziegen. Neben der Minigolfbahn ist insbesondere das HirschGarten Restaurant Ziel vieler Besucher. Wenige hundert Meter unterhalb der Straße zum Hirschgarten befindet sich außerdem eine offene Waldlichtung, die zum Grillen freigegeben ist. In Gehweite liegt außerdem das Forellengut mit seinem dazugehörigen Gaststättenbetrieb.